# 尼基弗鲁斯治世

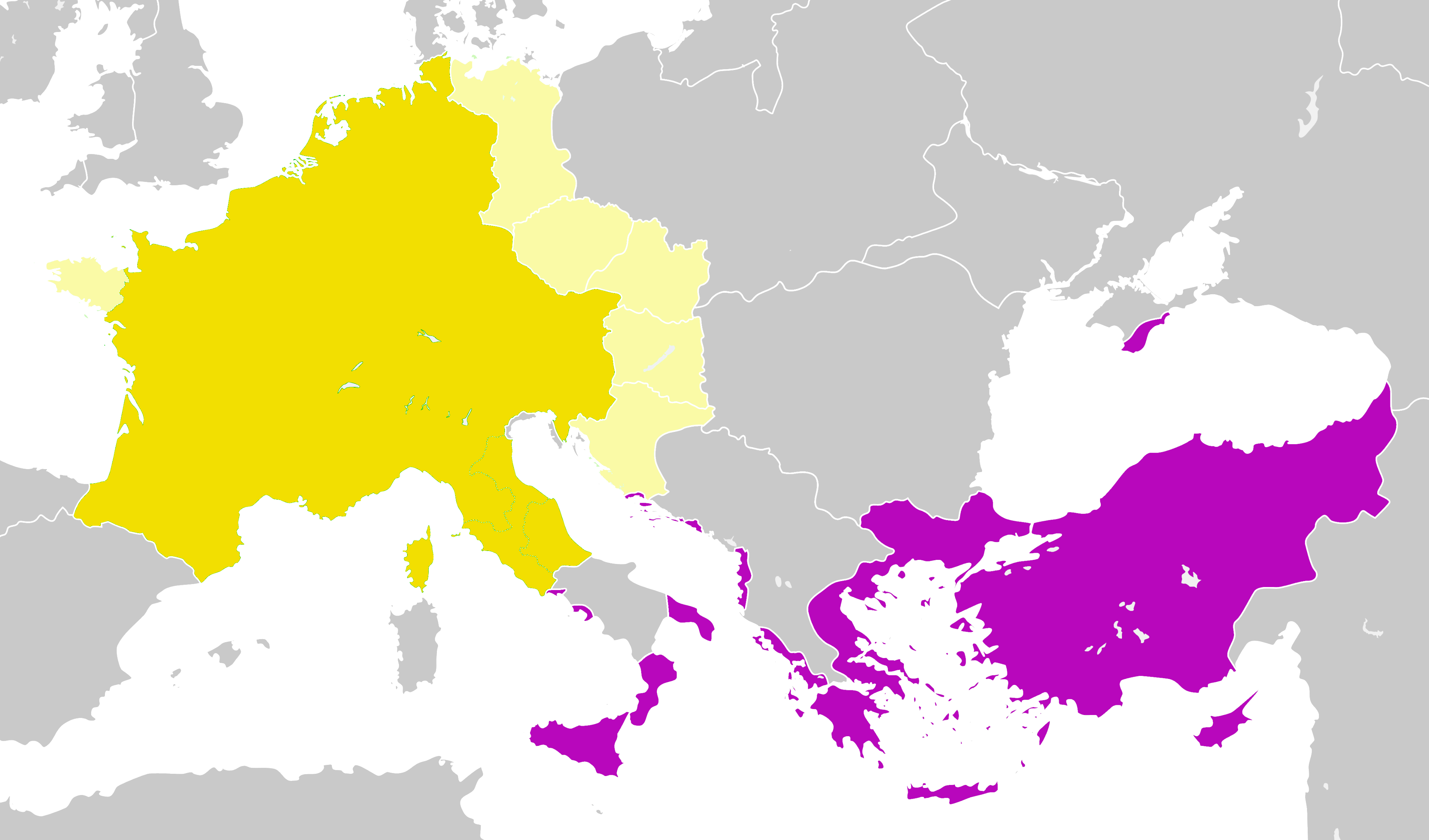
雙帝問題主要存在於加洛林帝國及其後繼者神聖羅馬帝國（綠色）和東羅馬帝國（紫色）之間，他們都認為自己是羅馬帝國的合法繼承人。地圖展示的是814年查理大帝去世時的兩國區域

尼基弗魯斯治世（拉丁語：Pax Nicephori）指的是法蘭克帝國查理曼大帝和拜占庭帝國尼基弗魯斯一世之間於803年締結的和平條約帶來的治世，以及811年至814年間由雙方繼任皇帝完成進行的談判。根據其條款，經過幾年的外交交往，拜占庭皇帝的代表承認了查理曼大帝在西方的權威，東西方就亞得里亞海的邊界進行了談判。